# لارس یوهان هیرتا
لارس یوهان هیرتا (سوئدی: Lars Johan Hierta; ۲۲ ژانویهٔ ۱۸۰۱ – ۲۰ نوامبر ۱۸۷۲) سیاستمدار، نویسنده، روزنامه‌نگار، منتقد اجتماعی و تاجر اهل سوئد بود. او به عنوان مؤسس روزنامه آفتونبلادت در سال ۱۸۳۰ شناخته شده‌است.

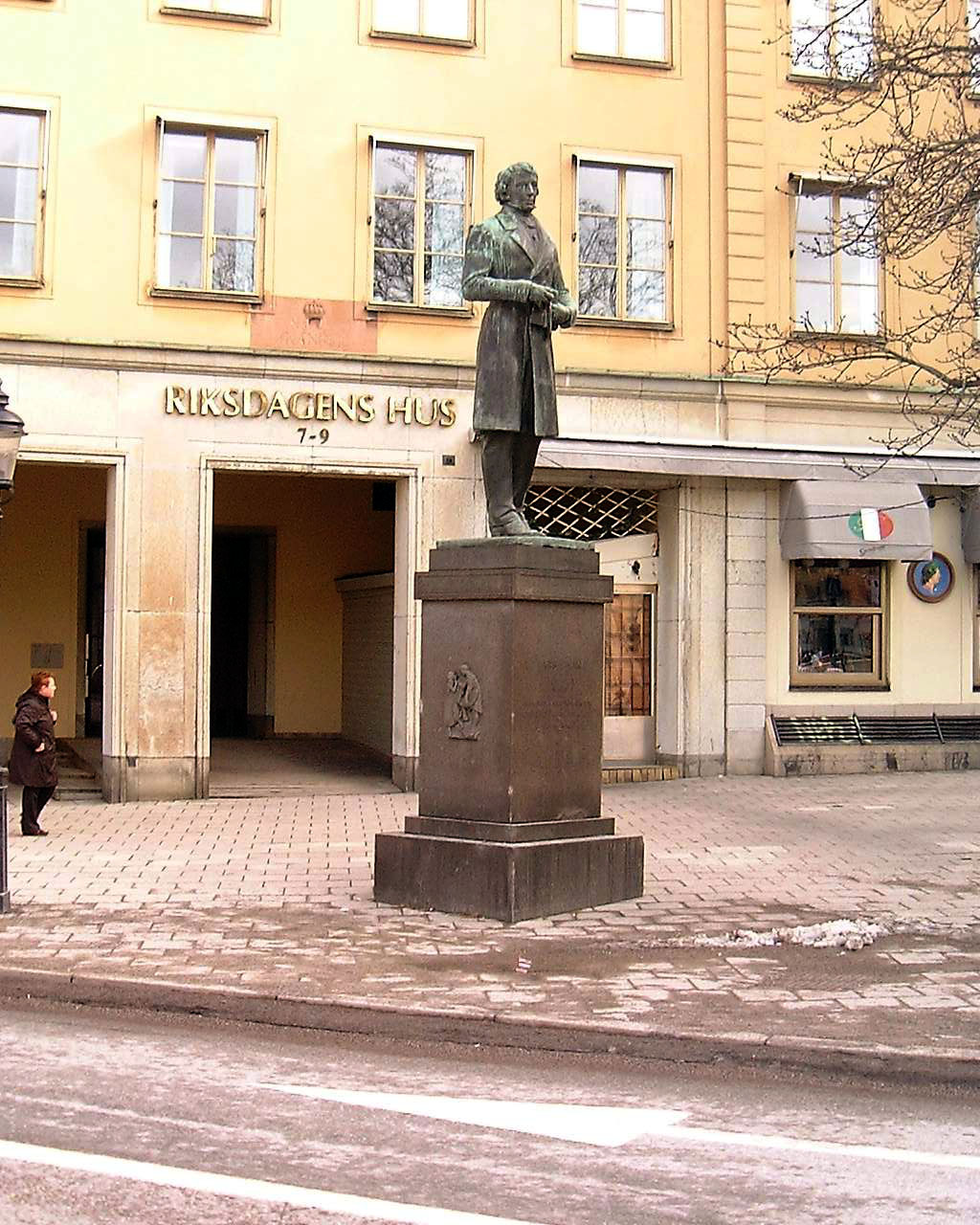
مجسمه لارس یوهان هیرتا در ریدارهیستوریت، گملا ستان، استکهلم.

## زندگی‌نامه
لارس یوهان هیرتا در یک خانواده از طبقه نجیب‌زاده در شهر اوپسالا سوئد به دنیا آمد. پدر وی کارل دییریک هیرتا و مادرش هدویگ یوهانا شمایر بودند. او تحصیلات ابتدایی خود را در یک مدرسه خصوصی گذراند و تحصیلات دانشگاهی خود را در ۱۸۱۴ در دانشگاه اوپسالا آغاز کرد و در ۱۸۲۱ با مدرک دکترای فلسفه و کارشناسی ارشد حقوق فارغ‌التحصیل شد.
در همان سال او به عنوان یک کارآموز بدون حقوق در اداره مرکزی دولت برگسکولگیوم مشغول به کار شد و در سال ۱۸۲۵ به عنوان یک کارمند ارتقا یافت.
هیرتا یک منتقد اصلی برای اصلاحات سیاسی و اجتماعی در سوئد در قرن نوزدهم بود. او گاهی اوقات به عنوان «پدر آزادی مطبوعات» در سوئد شناخته می‌شود.